# Criciúma
Cet article concerne la ville du Brésil. Pour la plante, voir Criciuma.
Criciúma est une ville brésilienne du sud de l'État de Santa Catarina.

## Géographie
La population de Criciúma était estimée à 192 236 habitants en 2010. Elle se situe dans la région sud de l'État dont elle est la principale agglomération. La municipalité s'étend sur 236 km2.
La ville est bien irriguée par des cours d'eau, parmi lesquelles la rivière Mãe Luzia.
Criciúma est le centre d'une conurbation regroupée au sein de la région métropolitaine Carbonifère dont elle est le siège.
Elle est le principal centre urbain de la microrégion de Criciúma, dans la mésorégion Sud de Santa Catarina.

## Généralités
Le nom de Criciúma dérive de celui d'une graminée brésilienne apparentée au bambou, Criciuma.
La ville a été fondée au XIXe siècle par des immigrants italiens qui fondèrent la première mine de charbon du sud du pays.
Dans les années 1960, l'activité charbonnière était la principale source de revenus de la municipalité. Grâce à cette ressource, la ville se développa et s'équipa en infrastructures, comme l'avenue Centenário et le stade Heriberto-Hülse. De nos jours, la principale industrie de la ville est l'industrie céramique.
La ville est connue pour avoir été le théâtre de grandes grèves générales, déclenchées par les ouvriers des mines de charbon. L'industrialisation tardive du Brésil n'a pas empêché la formation d'un mouvement de classe ouvrière, puissant et organisé, dans certaines villes comme Criciúma. Dans certains journaux de la presse nationale, Criciúma était surnommée parfois la « Cuba brésilienne ».
Malgré une immigration majoritairement d'origine italienne et donc catholique, Criciúma connût une sorte de réforme protestante, à petite échelle, à partir des années 1980. La population protestante y augmenta alors fortement, suivant principalement la tendance pentecôtiste.

## Sport
La ville comporte un club de football évoluant en 2e division nationale, le Criciúma Esporte Clube.

## Administration
La municipalité est constituée de deux districts :
- Criciúma (siège du pouvoir municipal)
- Rio Maina

## Villes voisines
Criciúma est voisine des municipalités (municípios) suivantes :
- Siderópolis
- Cocal do Sul
- Morro da Fumaça
- Içara
- Araranguá
- Maracajá
- Forquilhinha
- Nova Veneza

## Personnalités liées à la commune
- Valdomiro, footballeur brésilien
- Patric, footballeur brésilien